# 劉言史
劉言史（?—812年），洛陽人。
少年尚氣節，不事科舉，與孟郊友好，兩人有不少傳世作品如《与孟郊洛北野泉煎茶》，好吟詩，風格近李賀，多游赏酬应之作，亦有反映人民疾苦。严羽《沧浪诗话》说：“大历以后，吾所深取者，李长吉、柳子厚、刘言史、权德舆、李涉、李益耳。”成德军节度使王武俊欲推荐刘言史为枣强县令，刘言史以病辭，世人称为“刘枣强”。山南东道节度使李夷简迎言史至襄阳，推荐为司功参军。元和七年（812年），病卒，葬于襄阳万山柳子关。皮日休撰《刘枣强碑》碑文，称“其美丽恢赡，自贺（李贺）外世莫得比”。《全唐诗》录存其诗七十九首。